# 自然主義 (倫理學)
自然主義（英文：Naturalism）是一種後設倫理學理論，認為道德句子表達事實，一些道德句子是真，道德句子通過世界的客觀特徵呈現，而道德概念可以化成為一些經驗事實。